# Sisseton Wahpeton Oyate
Els Sisseton Wahpeton Oyate de la reserva Lake Traverse, antiga Tribu Sioux/Nació Dakota Sisseton-Wahpeton és una tribu reconeguda federalment que comprèn dues bandes i dues subdivisions dels isanti o santee dakota. Es troben a la reserva índia de Lake Traverse al nord-est de Dakota del Sud.

## Reserva de Lake Traverse
La reserva índia de Lake Traverse i els seus límits van ser establerts pel Tractat de Lake Traverse de 1867. Des de 1884 fins al 1913, el govern tribal es basa en el concepte de la tenda del guerrer. A causa de les pressions externes dels agents indis federals i religiosos missioners, així com l'agitació interna, en 1913 la tribu va crear un comitè consultiu. Va servir com la base del govern fins a 1946.

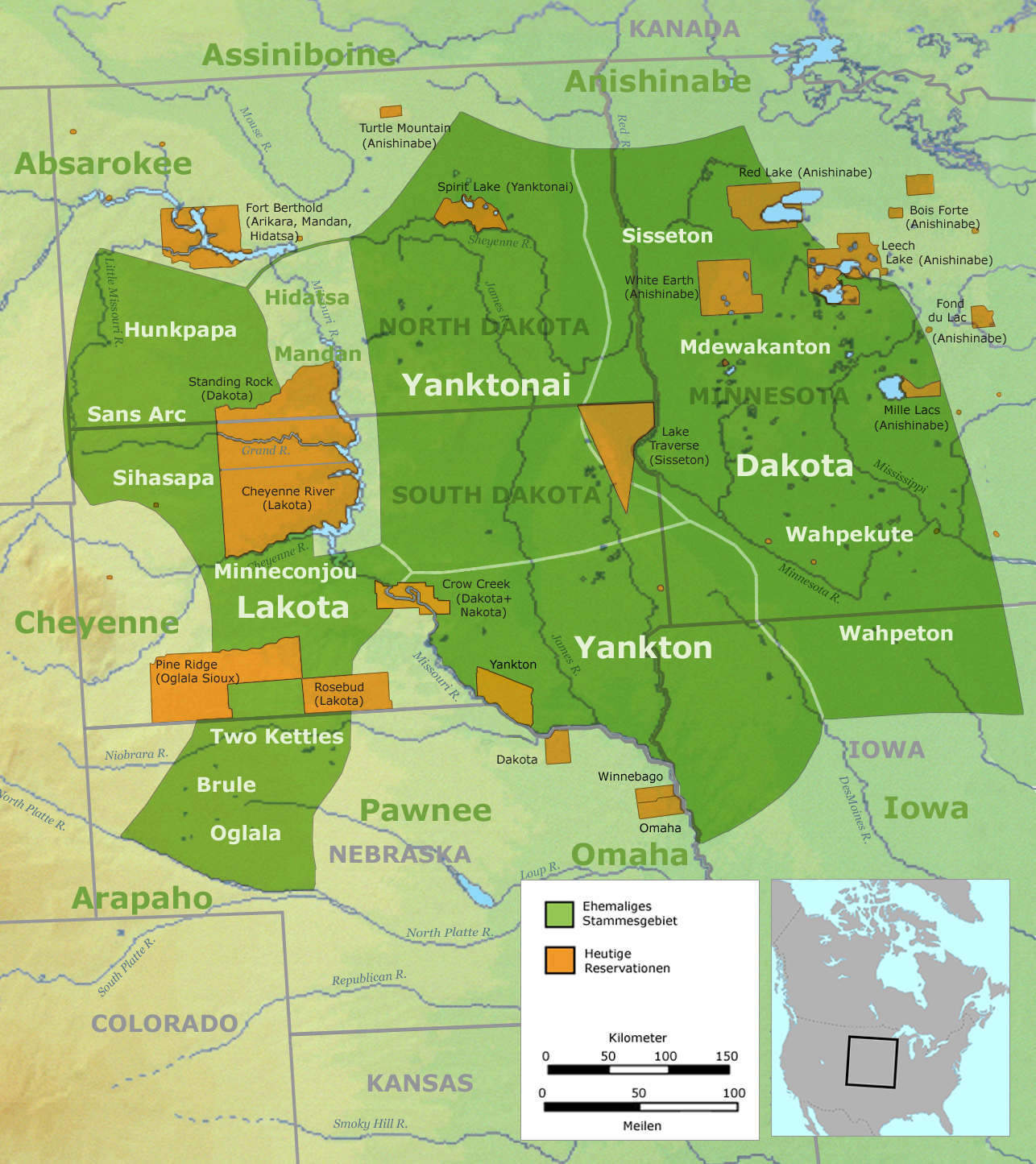
Territori original de la Gran Nació Sioux (en verd): els lakota (inclosos els sans arc o itazipco), els nakota (yanktonai i Tribu Yankton Sioux) i Dakota, així com el territori de les reserves (taronja)

El 1934 el govern federal va instar la tribu d'adoptar les disposicions de la Llei de Wheeler-Howard, també coneguda com a Llei de Reorganització Índia. Per 1946 la tribu s'havia reorganitzat, establint el sistema actual d'estatuts i el govern tribal escollit a Agency Villagee. Va guanyar l'autogovern de nou amb el reconeixement federal de la Tribu Sioux Sisseton Wahpeton Sioux. L'autoritat es basa en el Tractat de Lake Traverse de 1867.
De 1946 a 2002, la tribu reconeguda pel govern federal era coneguda com a Tribu Sioux Sisseton Wahpeton. Durant un breu període en 1994, que van identificada com la Nació Dakota Sisseton-Wahpeton. Durant les seves eleccions generals tribals de 2002 van aprovar la mesura de canviar el nom a Sisseton Wahpeton Oyate, l'última paraula en la llengua Dakota significa "poble o nació".

## Inscripció i districtes
El registre actual de la tribu és d'aproximadament 12.000 membres repartits entre set districtes situats a l'altre costat de la reserva. Hi havia 9.894 vivint a la reserva pel 2004. Els districtes de la tribu són:
1. Agency Village o A-te-ya-pi-o-ti-tan-ni
2. Lake Traverse o Bde-y-kin-yan
3. Buffalo Lake o Can-o-wa-na-sa-pi
4. Veblen o He-i-pa
5. Big Coulee o I-ya-ka-pta-pi
6. Long Hollow o Ka-ksi-za-han-ska
7. Enemy Swim o To-ka-ni-we-ya-pi[2]

## Tractat de Traverse des Sioux de 1851

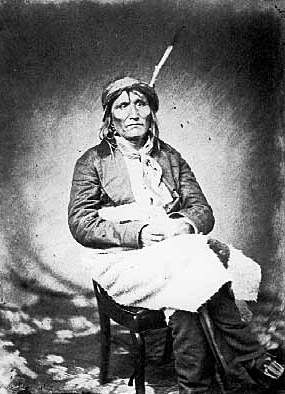
Cap Mazasa (Red Iron), c. 1860.

El 23 de juliol de 1851 se signà el Tractat de Traverse des Sioux entre el govern dels Estats Units i els sioux dakota del territori de Minnesota. El governador territorial, Alexander Ramsey i Comissionat d'Afers Indis, Lucas Lea, va instigar el tractat per obtenir concessions de les riques terres agrícoles a Minnesota per als colons euroamericans. Els sioux va cedir grans extensions de terra, d'Iowa al nord de la frontera amb Canadà. Algunes bandes, com els sisseton i wahpeton, eren reticents a renunciar a tant, i ho van fer de mala gana; el govern federal havia mostrat durant la Guerra de Black Hawk la voluntat de lluitar quan les parts índies eren reticents a negociar.
Inclosa en les estipulacions del tractat hi havia una quantitat monetària d'1.665.000 dòlars en efectiu i anualitats, amb les reserves que s'establirà a l'Agència Upper prop de Granite Falls (Minnesota) i un altre a l'agència Lower prop de Redwood Falls (Minnesota), que s'estén des de 20 milles d'ample a uns 70 quilòmetres de longitud. Els alts sioux tenien territori que contenia alguns dels seus antics llogarets i era més familiar en termes de caça i pesca. La ubicació de l'Agència Lower requeria el desplaçament de molts sioux de les seves zones forestals tradicionals i no els va satisfer. En l'últim minut, el Govern adjunta un genet amb "paper de comerciants", que va assignar 400.000 dòlars de les anualitats als comerciants que tenien reclamacions contra els indis i mestissos que no va voler compartir els beneficis amb ells, però van patir discriminació en moltes societats euroamericanes.
Pel 1858 els líders dakota anaren a Washington D.C. a signar dos tractats més, cedint la reserva al nord del riu Minnesota (els límits mai havien estat aprovats pel Congrés dels Estats Units). L'afluència de colons blancs, el desig de més terres per part del govern federal, juntament amb la manca de pagament del total de les anualitats promeses, la pressió per ajustar-se a les formes cristianitzades, la pèrdua de terres de caça i pesca, i el descontentament general de la bandes dakota serien els catalitzadors que condueixen a les Guerres Índies de les planures dels propers 30 anys.

## Guerra Dakota de 1862
L'agost de 1862, el malestar entre les bandes santee orientals va arribar al seu punt culminant amb el combat obert contra els colons pel que s'anomenaria Guerra Dakota de 1862, el Conflicte Dakota o Revolta Sioux. El 4 d'agost de 1862 les bandes Sisseton Wahpeton van ser capaços d'obtenir aliments i subministraments de l'agència índia; no obstant això, el dia 17 se'ls va negar a les bandes Mdewakanton i Wahpekute. L'agent indi dels Estats Units i Minnesota, senador Estatal Thomas J. Galbraith es va negar a distribuir subministraments sense haver rebut cap pagament dels sioux. En una cimera per resoldre l'assumpte, els líders dakota van demanar al comerciant Andrew Myrick que intercedís per la seva causa. La seva resposta fou insultant.
La seva resposta va enfurismar als dakota. El dia anterior, 16 d'agost, les anualitats va arribar a St. Paul (Minnesota) per a la distribució i van ser enviats a Fort Ridgely el dia 17, però llavors ja era massa tard. Els historiadors assenyalen les accions dels quatre aki-ci-ta (guerrers) dakota en un assentament a Acton, comtat de Meeker, com el començament del conflicte. Un jove aki-ci-ta pel que sembla van robar ous d'un colon, el que portà a un enfrontament en el qual cinc homes blancs van ser assassinats. Aviat van esclatar conflictes violents en altres parts de la regió. Inicialment, els dakota va obtenir victòries en la batalla de Redwood Ferry, el seu assalt a New Ulm (Minnesota), i la Batalla de Birch Coulee, així com pèrdues menors en la batalla de Fort Ridgely, on els euroamericans hi van patir greus pèrdues en la seva victòria.
Els aki-ci-ta dakota van posar setge a Fort Abercrombie durant sis setmanes i van interrompre les línies de subministrament del nord i el Canadà, així com els correus que es dirigien a St. Cloud i Fort Snelling. El combat a gran escala va acabar el 26 de setembre 1862, quan sis companyies de la milícia de Minnesota i una unitat d'artilleria van atacar posicions dakota en el Batalla de Wood Lake. Tres dies després, les forces dakota es van rendir a Camp Release, on 269 presoners de guerra s'hi entregaren a les tropes liderades pel coronel Henry Sibley. Escaramusses a petita escala van continuar en les següents setmanes. Els historiadors estimen les baixes totals en 800 a més de 1.000 civils i militars, però el nombre exacte no s'han determinat.
Arran de la guerra, els dakota foren severament castigats: un tribunal militar nord-americà va condemnar 303 homes per crims de guerra i els va condemnar a mort. Dels 303, l'Exèrcit va penjar 38 homes l'endemà Nadal, en la major execució en massa de la història dels Estats Units. Es van realitzar esforços per revocar els tractats, l'abolició de la reserva, i expulsar per complet els restants dakota de Minnesota. Es van donar recompenses de 25 dòlars per qualsevol dakota que es trobés dins dels límits, amb l'excepció de 208 famílies mdewakanton, que eren considerades "amigables". Poc després van esclatar els conflictes addicionals coneguts com a Guerres Índies al sud i a l'oest, acabant finalment amb la Massacre de Wounded Knee de 1890 i la derrota dels sioux.
En 1866, el Departament de Guerra, aleshores supervisor dels agents indis i de les reserves, anomenà Gabriel Renville (1824-1892) explorador cap per al general Sibley, com a cap principal de les bandes Sisseton-Wahpeton. En 1867 va ser nomenat cap vitalici pels membres de la banda Sissetowan.

## Notables membres de la tribu
- Bryan Akipa, flautista amerindi

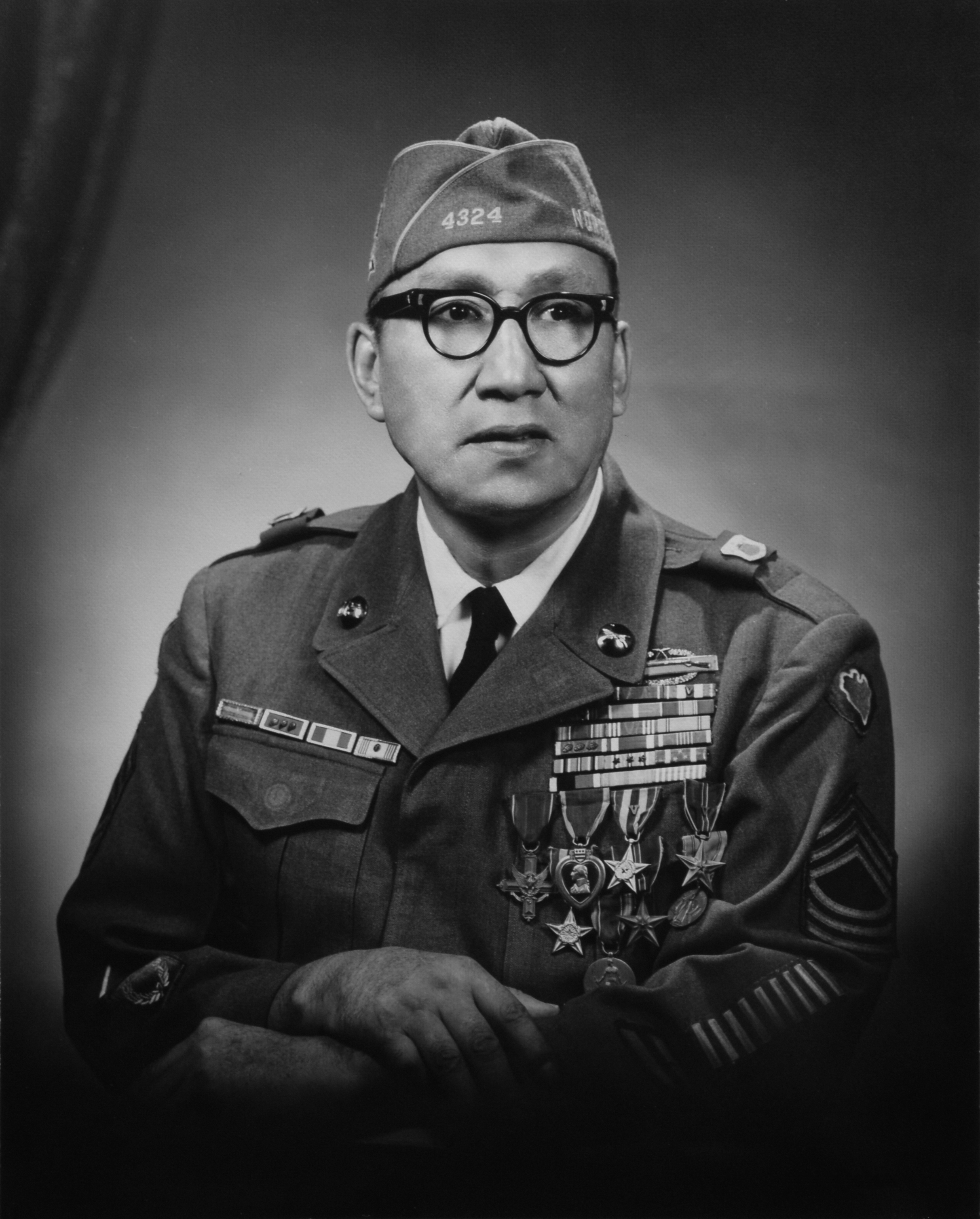
Woodrow Keeble (1917–1984), Medalla d'Honor

- Woodrow W. Keeble (1917-1984), veterà amb Medalla d'Honor
- Gabriel Renville nebot de Red Iron, cap dels sisseton wahpeton.
- Creighton Leland Robertson (1944-2014) bisbe episcopalià i advocat
- Floyd Red Crow Westerman (1936–2007), sisseton dakota cantant i actor de la reserva Lake Traverse